# Torrequebrada Golf
Torrequebrada Golf is een golfclub aan het Spaanse Costa del Sol. De club bevindt zich in Benalmádena aan de kust van de Middellandse Zee, iets ten zuiden van Torremolinos.
De golfclub heeft een 18-holes, par-72 golfbaan die in de jaren 70 van de twintigste eeuw werd aangelegd door José Gancedo. De baan werd in 1976 geopend. De baan is vanaf de herentee 5.763 meter. De moeilijkheidsgraad wordt bepaald door het heuvelachtige landschap, waterpartijen en weelderige plantengroei.
Op deze baan werd in 1979 het Spaans Open gespeeld.